# Ronzo-Chienis
Ronzo-Chienis é uma comuna italiana da região do Trentino-Alto Ádige, província de Trento, com cerca de 1.010 habitantes. Estende-se por uma área de 13 km², tendo uma densidade populacional de 78 hab/km². Faz divisa com Arco, Villa Lagarina, Isera e Mori.